# Memories in My Head
Memories in My Head è il secondo EP del gruppo musicale polacco Riverside, pubblicato il 5 maggio 2011 dalla ProgTeam.

## Descrizione
Realizzato per celebrare i primi dieci anni di carriera del gruppo, l'EP si compone di tre brani che richiamano le sonorità tipiche dei primi tre album dei Riverside, discostandosi pertanto dal progressive metal sperimentato con Anno Domini High Definition:
(Mariusz Duda)
Dei tre brani, il conclusivo Forgotten Land è stato scelto come tema principale del videogioco The Witcher 2: Assassins of Kings, uscito nello stesso anno.

## Tracce
Testi di Mariusz Duda, musiche dei Riverside.
1. Goodbye Sweet Innocence – 10:40
2. Living in the Past – 11:59
3. Forgotten Land – 9:59

## Formazione
Gruppo
- Mariusz Duda – voce, basso, chitarra acustica
- Piotr Grudziński – chitarra
- Piotr Kozieradzki – batteria
- Michał Łapaj – tastiera, organo Hammond

Produzione
- Riverside – produzione
- Magda Srzedniccy – produzione, registrazione, missaggio, mastering
- Robert Srzedniccy – produzione, registrazione, missaggio, mastering
- Szymon Czech – registrazione della batteria